# Kranjska Gora
Kranjska Gora este o localitate din comuna Kranjska Gora, Slovenia, cu o populație de 1.428 de locuitori.